# Stamboom Willem Frederik van Nassau-Dietz (1613-1664)
| Stamboom Willem Frederik van Nassau-Dietz (1613-1664)                                             | Stamboom Willem Frederik van Nassau-Dietz (1613-1664)                                                  | Stamboom Willem Frederik van Nassau-Dietz (1613-1664)                                                  |
| ------------------------------------------------------------------------------------------------- | --- | --- |
| Grootouders                                                                                       | Jan VI van Nassau-Dillenburg (1535-1606) Jan de Oude x Elisabeth van Leuchtenberg (1537-1579)          | Hendrik Julius van Brunswijk-Wolfenbüttel (1564-1613) x1590 Elisabeth van Denemarken (1573-1625)       |
| Ouders                                                                                            | Ernst Casimir van Nassau-Dietz (1573-1632) x 1607 Sophia Hedwig van Brunswijk-Wolfenbüttel (1592-1642) | Ernst Casimir van Nassau-Dietz (1573-1632) x 1607 Sophia Hedwig van Brunswijk-Wolfenbüttel (1592-1642) |
| Willem Frederik van Nassau-Dietz (1613-1664) x 1652 Albertine Agnes van Oranje-Nassau (1634-1696) | | |
| Kinderen                                                                                          | Amalia (1655-1695) x Johan Willem van Saksen-Eisenach (1666-1729)                                      | Hendrik Casimir II (1657-1696) x 1683 Amalia van Anhalt-Dessau (1666-1726)                             |
| Kleinkinderen                                                                                     | ? | Johan Willem Friso (1687-1711)                                                                         |